# Люспопер псеудантиас
Люспоперите псеудантиаси (Pseudanthias squamipinnis) са вид актиноптери от семейство Серанови (Serranidae).
Те са незастрашен вид.
Таксонът е описан за пръв път от Вилхелм Петерс през 1885 година.